# 9.º Prêmio Capes de Tese (2014)
O 9º Prêmio Capes de Tese foi um evento organizado em 2014 pela Coordenação de Aperfeiçoamento de Pessoal de Nível Superior (CAPES) com o propósito de premiar as melhores teses de doutorado, de diferentes campos científicos, que foram defendidas no ano de 2013 em instituições de ensino superior brasileiras.
Nesta 9ª edição do Prêmio Capes, entre as teses de doutorado que foram defendidas no ano de 2013 e que haviam sido inscritas pelos programas de pós-graduação stricto sensu de instituições de ensino superior (IES) que participaram do concurso, 48 delas foram selecionadas.

## Homenageados no Grande Prêmio de Tese
Em 2014, manteve-se a retomada pelo Prêmio Capes de Tese de homenagens a nomes da história da ciência no Brasil com a recriação das três categorias que recordavam a memória de cientistas brasileiros que se notabilizaram no passado.
Os cientistas homenageados foram os seguintes:
- Mário Schenberg (representando a área de Engenharia, Ciências Exatas e da Terra);
- Oswaldo Gonçalves Cruz (representando a área de Ciências Biológicas, Ciências da Saúde e Ciências Agrárias);
- Sérgio Buarque de Holanda (representando a área de Ciências Humanas, Letras e Artes).

## Vencedores
Na edição de 2014 que avaliou as teses de doutorado defendidas em 2013, os vencedores do Grande Prêmio foram as seguintes:

### Grande Prêmio Capes de Tese
|                             | Prêmio da categoria       | Tese | Autor(a)                    | Orientador(a)              | Universidade | Acesso à tese | Ref. |
| Grande Prêmio Capes de Tese | Mário Schenberg           | Explorando os Objetos Transnetunianos pelo Método de Ocultações Estelares - Predição, Observação, Quaoar e os Primeiros Resultados | Felipe Braga Ribas          | Roberto Vieira Martins     | ON           |               |      |
| Grande Prêmio Capes de Tese | Oswaldo Gonçalves Cruz    | NLRP3 inflamassoma: uma plataforma molecular importante no controle da infecção por Leishmania spp                                 | Djalma de Souza Lima Júnior | Dario Simões Zamboni       | USP          |               |      |
| Grande Prêmio Capes de Tese | Sérgio Buarque de Holanda | O estigma da deficiência física e o paradigma da reconstrução cibernética do corpo                                                 | Joon Ho Kim                 | Sylvia Maria Caiuby Novaes | USP          |               |      |

### Prêmio Capes de Tese por área
| Área                                        | Vencedor | Orientador                                                               | Universidade                                           |
| ------------------------------------------- | --- | ------------------------------------------------------------------------ | ------------------------------------------------------ |
| Administração, ciências contábeis e turismo | Fatores Institucionais dos Países Hospedeiros e Fatores da Firma: Influência dos Investimentos Diretos das Multinacionais Brasileiras (Henrique de Azevedo Ávila)                                                                                      | Ângela Maria Cavalcanti da Rocha                                         | UFRJ (Rio de Janeiro, Rio de Janeiro)                  |
| Antropologia/Arqueologia                    | O estigma da deficiência física e o paradigma da reconstrução biocibernética do corpo (Joon Ho Kim) | Sylvia Maria Caiuby Novaes                                               | USP (São Paulo, São Paulo)                             |
| Arquitetura e Urbanismo                     | A noção de "ambiente" em Gustavo Giovannoni e as leis de tutela do patrimônio cultural na Itália (Renata Campello Cabral) | Carlos Roberto Monteiro de Andrade                                       | USP (São Carlos, São Paulo)                            |
| Artes/Músicas                               | Práxis cênica como articulação de visualidade: a luz na gênese do espetáculo (Eduardo Augusto da Silva Tudella) | Ewald Hackler                                                            | UFBA (Salvador, Bahia)                                 |
| Astronomia/Física                           | Explorando os Objetos Transnetunianos pelo Método de Ocultações Estelares - Predição, Observação, Quaoar e os Primeiros Resultados (Felipe Braga Ribas)                                                                                                | Roberto Vieira Martins                                                   | Observatório Nacional (Rio de Janeiro, Rio de Janeiro) |
| Biodiversidade                              | Mudanças climáticas, colonização humana e a extinção da megafauna na América do Sul (Matheus de Souza Lima-Ribeiro) | José Alexandre Felizola Diniz Filho                                      | UFG (Goiânia, Goiás)                                   |
| Ciências Sociais Aplicadas I                | Corpo sofredor: figuração e experiência no fotojornalismo (Angie Gomes Biondi) | Paulo Bernardo Ferreira Vaz                                              | UFMG (Belo Horizonte, Minas Gerais)                    |
| Economia                                    | Forests and cities: essays on urban growth and development in the Brazilian Amazon (Sergio André Castelani) | Danilo Camargo Igliori                                                   | USP (São Paulo, São Paulo)                             |
| Educação                                    | Carlos de Laet: entre o magistério, a política e a fé (Rosana Llopis Alves) | Claudia Maria Costa Alves de Oliveira                                    | UFF (Niterói, Rio de Janeiro)                          |
| Educação Física                             | Avaliação cinemática 3D e eletromiográfica durante a elevação do braço em portadores de osteoartrose acromioclavicular isolada e associada à disfunção do manguito rotador (Catarina de Oliveira Sousa))                                               | Tania de Fátima Salvini                                                  | UFSCAR (São Carlos, São Paulo)                         |
| Engenharias III                             | Models for quantifying risk and reliability metrics via metaheuristics and support vector machines (Isis Didier Lins) | Enrique Andrés López Droguett                                            | UFPE (Recife, Pernambuco)                              |
| Farmácia                                    | Mecanismos de citotoxicidade de chalconas isoladas e encapsuladas em nanopartículas lipídicas sobre uma linhagem celular de leucemia linfoblástica aguda e identificação de novos inibidores da proteína de resistência abcg2 (Evelyn Winter da Silva) | Tânia Beatriz Creczynski-Pasa                                            | UFSC (Florianópolis, Santa Catarina)                   |
| Interdisciplinar                            | Da dor no corpo à dor na alma: uma leitura do conceito de violência psicológica da Lei Maria da Penha (Isadora Vier Machado) | Miriam Pillar Grossi                                                     | UFSC (Florianópolis, Santa Catarina)                   |
| Letras/Linguística                          | Dois tempos da cultura escrita em latim no Brasil: o tempo da conservação e o tempo da produção - discursos, práticas, representações, proposta metodológica (José Amarante Santos Sobrinho)                                                           | Rosa Virgínia Mattos e Silva (in memoriam) e Tânia Conceição Freire Lobo | UFBA (Salvador, Bahia)                                 |
| Medicina I                                  | Diferenças clínicas e de Alterações Cerebrais Estruturais e Funcionais entre Epilepsias de Lobo Temporal Mesial com e sem Sinais de Esclerose Hipocampal (Ana Carolina Coan)                                                                           | Fernando Cendes                                                          | UNICAMP (Campinas, São Paulo)                          |
| Saúde Coletiva                              | Impacto do Programa Bolsa Família sobre a aquisição de alimentos em famílias brasileiras de baixa renda (Ana Paula Bortoletto Martins) | Carlos Augusto Monteiro                                                  | USP (São Paulo, São Paulo)                             |